# Sevmorput (Schiff)
Die Sevmorput (auch: Sewmorput, russisch Севморпуть) ist das letzte nuklear angetriebene Frachtschiff der Welt. Sie wurde von 1983 bis 1988 als atombetriebener Spezialfrachter mit verstärkter Bordwand und Eisbrechersteven von der Saliw-Werft in Kertsch (Sowjetunion) gebaut. Der Name ist ein Silbenkurzwort von Северный морской путь (Sewernyj morskoj put', russisch für Nördlicher Seeweg).

## Beschreibung
Das Schiff ist als Lash-Carrier und zum Transport von Containern konzipiert. Durch die vorhandenen Kräne können die Container auch an Häfen ohne Containerbrücke entladen werden. Das Schiff kann 74 LASH-Leichter oder 1336 TEU transportieren und ist dafür ausgelegt, Eis bis zu einem Meter Dicke zu brechen.
Eigner und Betreiber war bis zum Jahr 2008 die Murmansker Seereederei, die das Schiff in der Nordostpassage einsetzte. Im Rahmen einer Fokussierung des Schiffseigners auf die Öl- und Gasindustrie sollte die Sevmorput ab 2007 zum Ölbohrschiff für den Einsatz in arktischen Gewässern umgebaut werden. Als sie 2008 jedoch in den Besitz von RosAtom überging, wurden diese Pläne aufgegeben.
Nachdem das Schiff über die folgenden Jahre in einem Trockendock bei Murmansk brachgelegen hatte, aus dem Register gestrichen war und verschrottet werden sollte, ordnete der RosAtom-Leiter Sergei Kirijenko im Dezember 2013 stattdessen eine Wiederinstandsetzung an. Reparaturarbeiten an der Sevmorput begannen am 1. Oktober 2014; das Schiff wurde zum 30. November 2015 wieder in Dienst gestellt.
Im Herbst 2023 geriet das Schiff in Verdacht, an der Beschädigung der Gaspipeline Balticconnector und einem im selben Gebiet verlaufenden Seekabel beteiligt gewesen zu sein.
Im Dezember desselben Jahres brach auf dem Schiff ein Feuer aus.

## Technische Daten
Die Sevmorput wird von einem KLT-40-Kernreaktor mit einer thermischen Leistung von 135 MW angetrieben, wie er auch in den Atomeisbrechern der Tajmyr-Klasse zum Einsatz kommt.
Die Höhe des Schiffes bis zum Hauptdeck beträgt 18,3 Meter. Der Tiefgang des Schiffes beträgt maximal 11,8 Meter (Sommer) und bei Eisfahrt maximal 10,65 Meter.